# Grótta
Grótta – wyspa u zachodniego wybrzeża Islandii, w zatoce Faxaflói. Leży na terenie miasta Seltjarnarnes, na zachód od jego centrum. Wyspa połączona jest groblą ze stałym lądem, po której, z zachowaniem ostrożności można na nią dotrzeć pieszo, lecz tylko w czasie odpływu. Jest rezerwatem przyrody od 1974 roku ze względu na liczne występowanie ptaków, takich jak rybitwa popielata. Prócz ptactwa, na brzegach wyspy można spotkać m.in. foki.
Z historycznych zapisów wynika, że w XVI wieku istniało tu gospodarstwo. Prawdopodobnie jemu zawdzięcza nazwę. Wywodzi się ze staroislandzkiego słowa oznaczającego młyn, w którym mieli się pszenicę. W 1897 roku na wyspie powstała pierwsza latarnia morska Gróttuviti, a ta, która istnieje obecnie pochodzi z 1947. Została podłączona do sieci elektrycznej w 1956 i od tego czasu pozostała prawie niezmieniona.
Wyspę można zwiedzać o każdej porze roku, również zimą. Ma małe zanieczyszczenie światłem, co czyni ją jednym z najbardziej popularnych miejsc w okolicach Reykjavíku, w którym można podziwiać zorzę polarną.

## Galeria

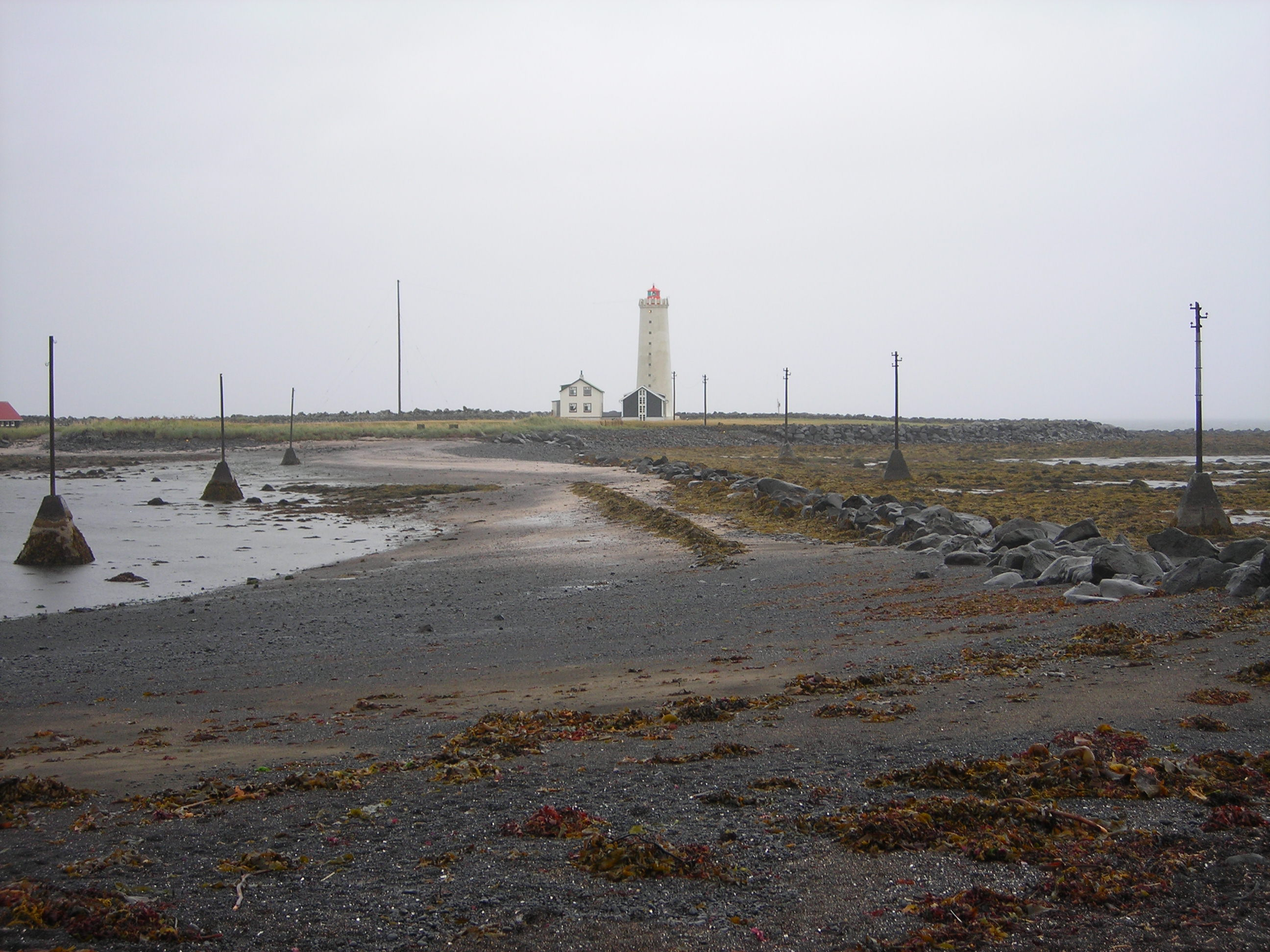
Grobla prowadząca na wyspę w czasie odpływu
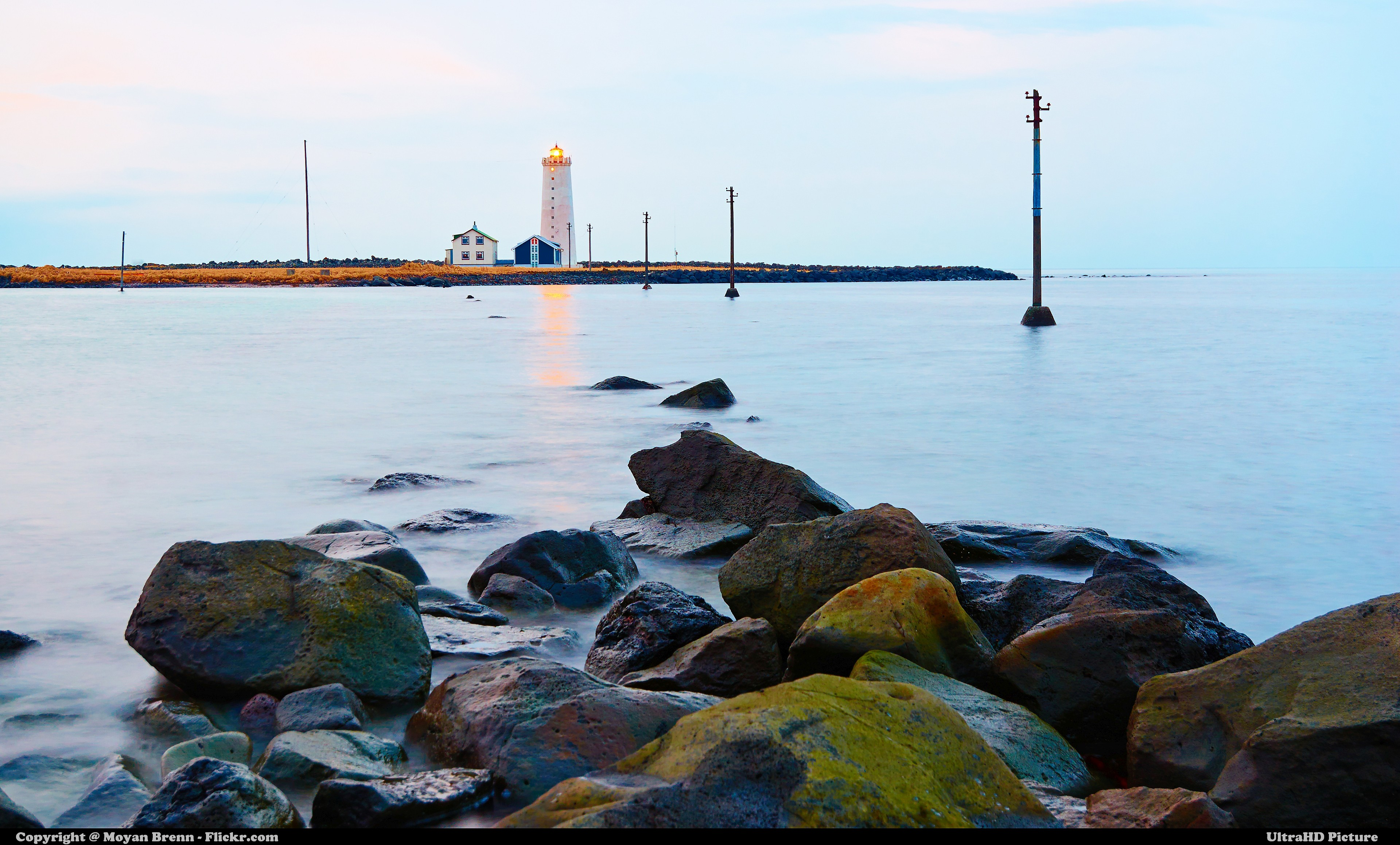
Grobla prowadząca na wyspę w czasie przypływu
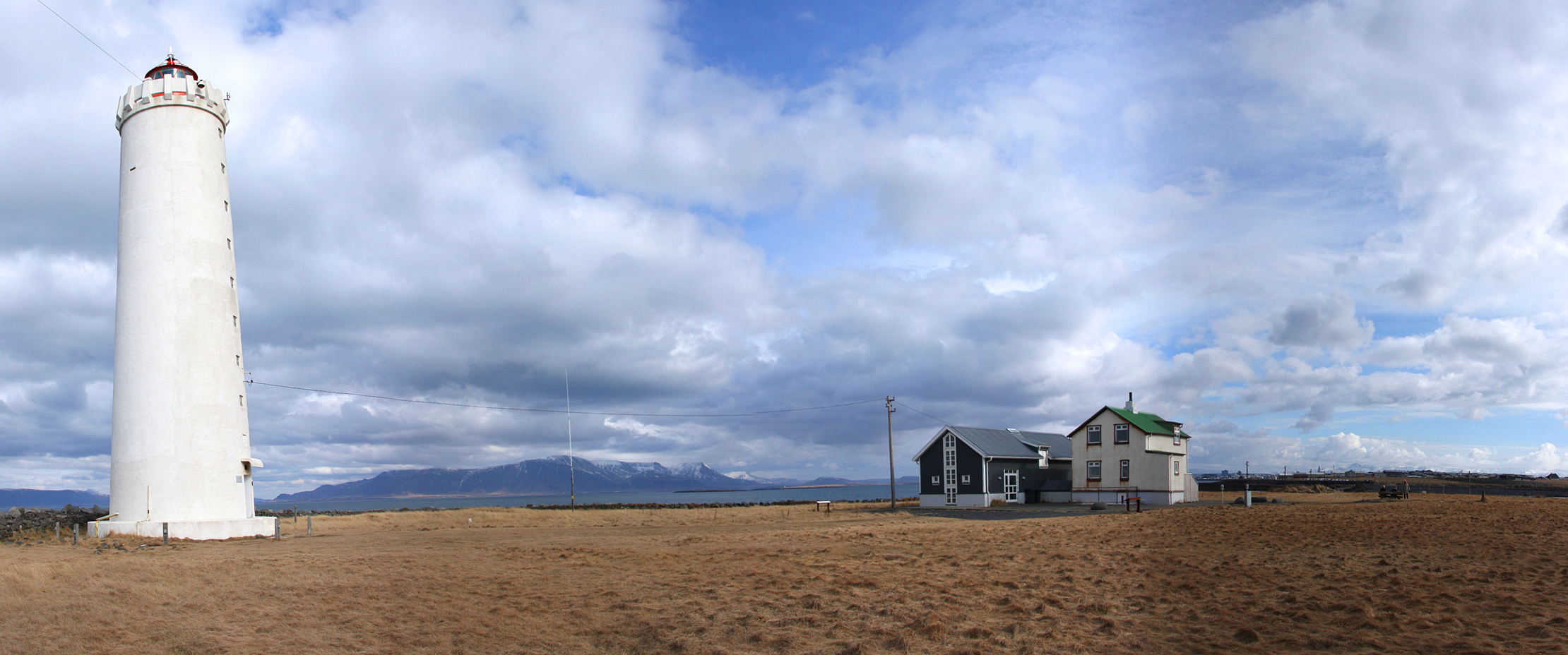
Latarnia morska i domy latarników